# 杰克·洛
杰克·洛（英語：Jack Low，？—？），澳大利亚男子草地滚球运动员。他曾代表澳大利亚参加1938年大英帝国运动会草地滚球比赛，获得一枚铜牌。1938年效力于新南威尔士州的Belmont滚球俱乐部时获得全国单打亚军。